# Sées
Cet article possède des paronymes, voir Sée et Séez, Seez.
Sées (/se/ ) est une commune française située dans le département de l’Orne, en région Normandie.
Sées est le siège du diocèse de Séez.

## Géographie

### Localisation
Sées est située dans la campagne d'Alençon, à 23 km au nord d’Alençon (préfecture de l’Orne) et à 22 km au sud-est d’Argentan (sous-préfecture de l’Orne).
La ville, incluse dans le parc naturel régional Normandie-Maine, se trouve à proximité de la forêt d'Écouves.
Elle est la ville-centre de l'aire d'attraction de Sées, de son unité urbaine et de son bassin de vie, et se trouve dans la zone d'emploi d'Alençon.

### Communes limitrophes
Les communes limitrophes sont  Aunou-sur-Orne, Belfonds, Chailloué, La Chapelle-près-Sées, La Ferrière-Béchet, Le Bouillon, Macé et Neauphe-sous-Essai.
| Macé                            | Macé, Chailloué                           | Chailloué (comm. dél. de Neuville-près-Sées) |
| Belfonds                        | Sées                                      | Aunou-sur-Orne                               |
| La Ferrière-Béchet, Le Bouillon | La Chapelle-près-Sées, Neauphe-sous-Essai | Neauphe-sous-Essai                           |

### Hydrographie
La commune est traversée par la ligne de partage des eaux entre les bassins hydrographiques Seine-Normandie et Loire-Bretagne. Elle est drainée par l'Orne, le ruisseau de Sou, le ruisseau du Viverel, un bras de l'Orne, le Crochet, le fossé 01 de la Mare Ameline, le fossé 01 de la Trotterie, le fossé 01 de Sevilly, le fossé 02 des Longs Champs, le fossé 03 de la commune de Sées, le fossé 03 du Poteau, le fossé 07 de la Vallée, le ruisseau de la Lavandière, le ruisseau des Iles, l'Orne et divers autres petits cours d'eau.
L'Orne, d'une longueur de 170 km, prend sa source dans la commune d'Aunou-sur-Orne et se jette  dans l'embouchure de l'Orne à Merville-Franceville-Plage, après avoir traversé 60 communes. Les caractéristiques hydrologiques de l'Orne sont données par la station hydrologique située sur la commune de Belfonds. Le débit moyen mensuel est de 0,452 m3/s. Le débit moyen journalier maximum est de 7,28 m3/s, atteint lors de la crue du 12 juin 2018. Le débit instantané maximal est quant à lui de 8,73 m3/s, atteint le même jour.
Un plan d'eau complète le réseau hydrographique : la carrière de Fontaineriant, d'une superficie totale de 1,2 ha (1,01 ha sur la commune),.

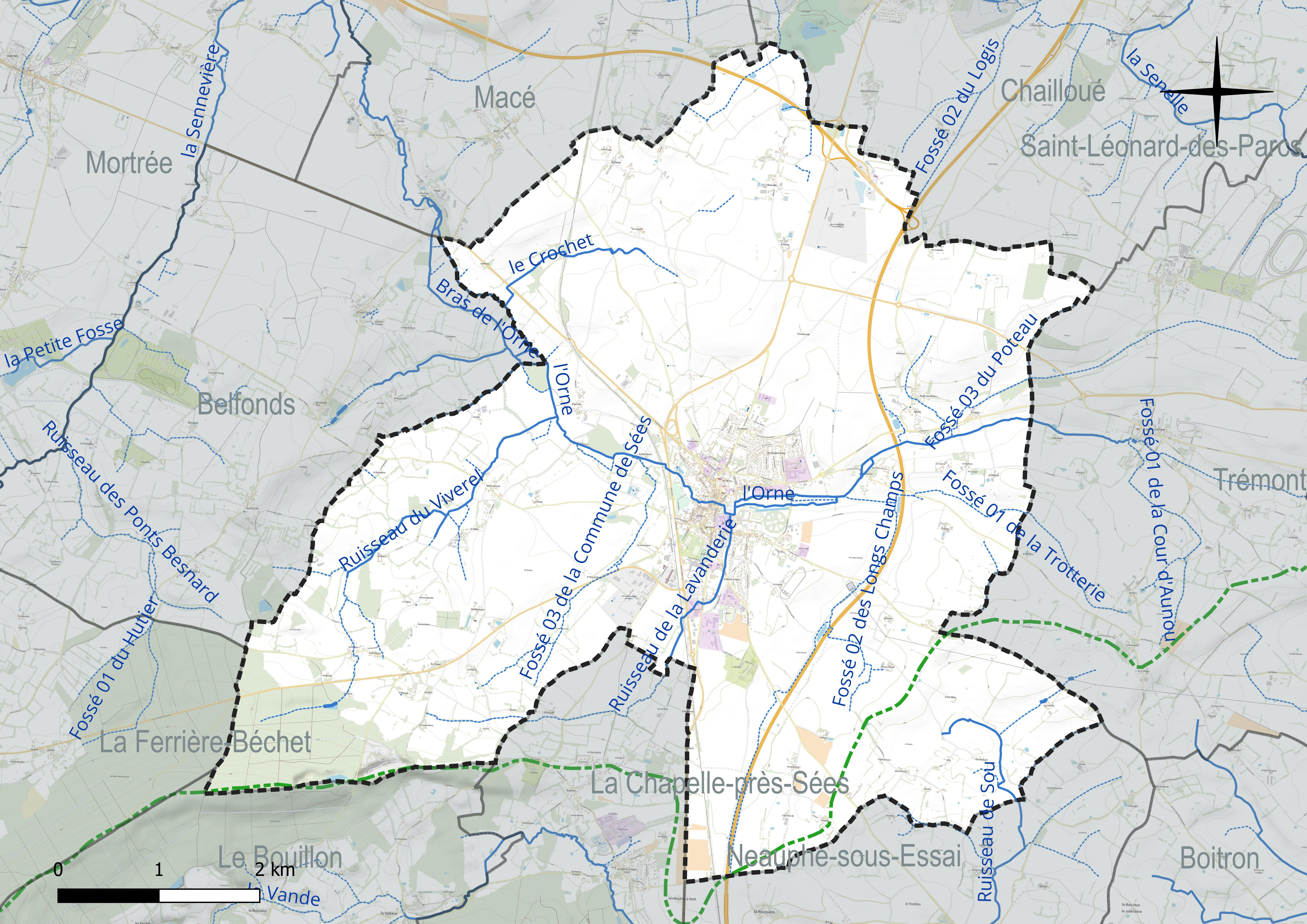
Réseau hydrographique de Sées.

### Climat
Le climat qui caractérise la commune est qualifié, en 2010, de « climat océanique dégradé des plaines du Centre et du Nord », selon la typologie des climats de la France qui compte alors huit grands types de climats en métropole. En 2020, la commune ressort du type « climat océanique altéré » dans la classification établie par Météo-France, qui ne compte désormais, en première approche, que cinq grands types de climats en métropole. Il s’agit d’une zone de transition entre le climat océanique, le climat de montagne et le climat semi-continental. Les écarts de température entre hiver et été augmentent avec l'éloignement de la mer. La pluviométrie est plus faible qu'en bord de mer, sauf aux abords des reliefs.
Les paramètres climatiques qui ont permis d’établir la typologie de 2010 comportent six variables pour les températures et huit pour les précipitations, dont les valeurs correspondent à la normale 1971-2000. Les sept principales variables caractérisant la commune sont présentées dans l'encadré ci-après.
| Paramètres climatiques communaux sur la période 1971-2000 - Moyenne annuelle de température : 10,5 °C - Nombre de jours avec une température inférieure à −5 °C : 2,5 j - Nombre de jours avec une température supérieure à 30 °C : 2,5 j - Amplitude thermique annuelle : 13,8 °C - Cumuls annuels de précipitation : 752 mm - Nombre de jours de précipitation en janvier : 12 j - Nombre de jours de précipitation en juillet : 7,7 j |

Avec le changement climatique, ces variables ont évolué. Une étude réalisée en 2014 par la Direction générale de l'Énergie et du Climat complétée par des études régionales prévoit en effet que la  température moyenne devrait croître et la pluviométrie moyenne baisser, avec toutefois de fortes variations régionales. La station météorologique de Météo-France installée sur la commune et mise en service en 1968 permet de connaître en continu l'évolution des indicateurs météorologiques. Le tableau détaillé pour la période 1981-2010 est présenté ci-après.
| Mois                                  | jan.             | fév.             | mars             | avril           | mai             | juin           | jui.           | août           | sep.          | oct.            | nov.            | déc.           | année      |
| ------------------------------------- | ---------------- | ---------------- | ---------------- | --------------- | --------------- | -------------- | -------------- | -------------- | ------------- | --------------- | --------------- | -------------- | ---------- |
| Température minimale moyenne (°C)     | 1,3              | 1                | 2,9              | 4,1             | 7,6             | 10,3           | 12,1           | 12             | 9,6           | 7,3             | 3,9             | 1,7            | 6,2        |
| Température moyenne (°C)              | 3,9              | 4,3              | 7                | 9               | 12,7            | 15,7           | 17,9           | 17,8           | 14,9          | 11,4            | 7               | 4,3            | 10,5       |
| Température maximale moyenne (°C)     | 6,5              | 7,6              | 11,1             | 13,9            | 17,8            | 21,2           | 23,6           | 23,7           | 20,3          | 15,5            | 10,1            | 6,9            | 14,9       |
| Record de froid (°C) date du record   | −21,5 17.01.1985 | −15,5 10.02.1986 | −10,5 07.03.1971 | −5,5 12.04.1986 | −2,5 05.05.1979 | 0,5 05.06.1991 | 3,5 10.07.1969 | 2,1 28.08.1974 | 0 19.09.1977  | −5,5 30.10.1997 | −8 26.11.1989   | −11,3 29.12.05 | −21,5 1985 |
| Record de chaleur (°C) date du record | 16,9 27.01.03    | 19,5 27.02.19    | 24,1 30.03.21    | 26,8 30.04.05   | 30,3 27.05.05   | 35,8 27.06.11  | 39,9 25.07.19  | 39,1 10.08.03  | 34,1 15.09.20 | 26 01.10.1985   | 18,8 05.11.1993 | 15,5 07.12.00  | 39,9 2019  |
| Précipitations (mm)                   | 84,3             | 59,4             | 63               | 60,6            | 70,5            | 51,5           | 60,4           | 48,8           | 65,7          | 84,6            | 73,7            | 87,5           | 810        |

## Urbanisme

### Typologie
Au 1er janvier 2024, Sées est catégorisée bourg rural, selon la nouvelle grille communale de densité à sept niveaux définie par l'Insee en 2022.
Elle appartient à l'unité urbaine de Sées, une unité urbaine monocommunale constituant une ville isolée,.
Par ailleurs la commune fait partie de l'aire d'attraction de Sées, dont elle est la commune-centre,. Cette aire, qui regroupe 7 communes, est catégorisée dans les aires de moins de 50 000 habitants,.

### Occupation des sols

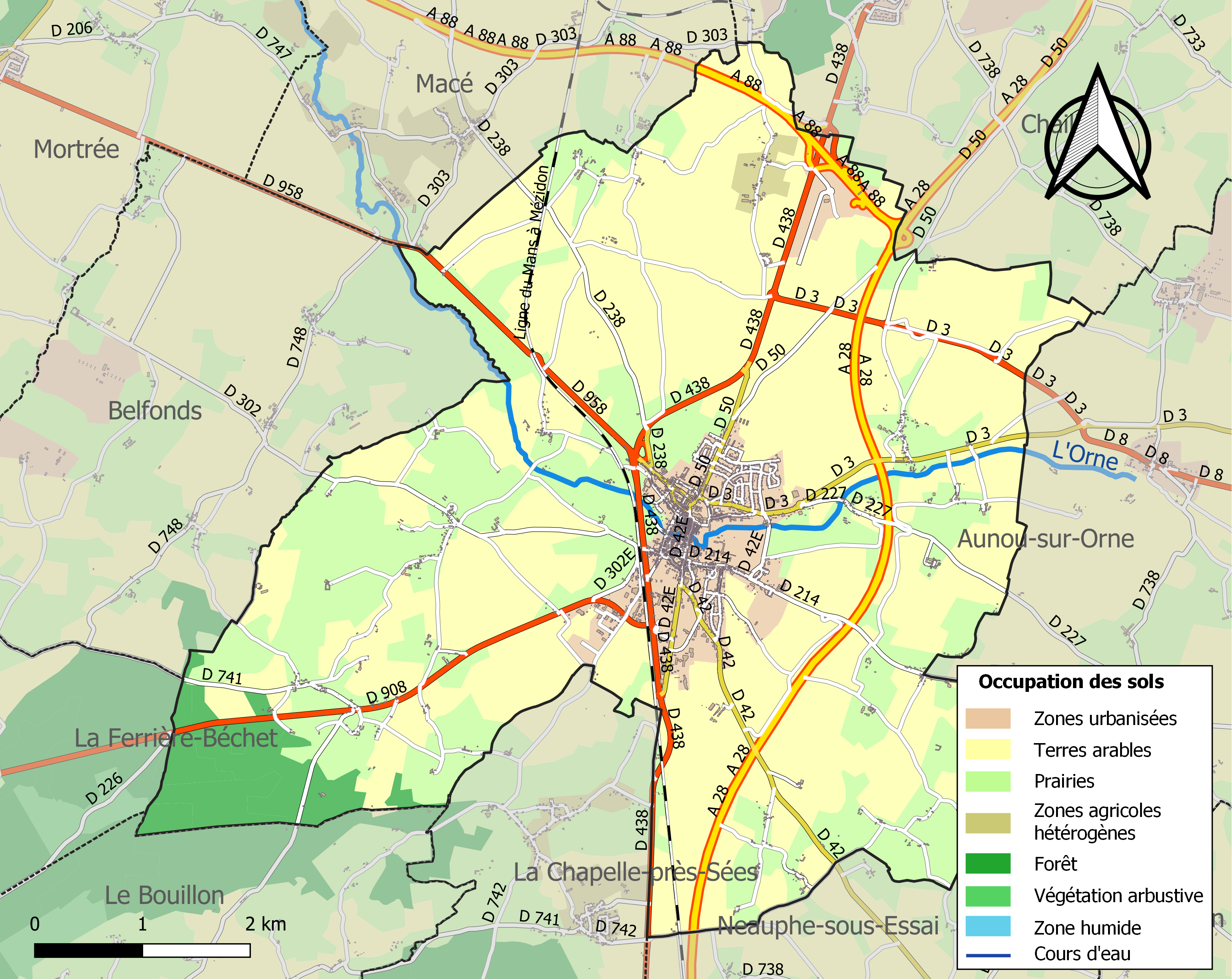
Carte des infrastructures et de l'occupation des sols de la commune en 2018 (CLC).

L'occupation des sols de la commune, telle qu'elle ressort de la base de données européenne d’occupation biophysique des sols Corine Land Cover (CLC), est marquée par l'importance des territoires agricoles (88 % en 2018), en diminution par rapport à 1990 (90 %).
La répartition détaillée en 2018 est la suivante : terres arables (58,7 %), prairies (28,6 %), zones urbanisées (4,5 %), forêts (4,4 %), zones industrielles ou commerciales et réseaux de communication (3,1 %), zones agricoles hétérogènes (0,7 %).
L'évolution de l’occupation des sols de la commune et de ses infrastructures peut être observée sur les différentes représentations cartographiques du territoire : la carte de Cassini (XVIIIe siècle), la carte d'état-major (1820-1866) et les cartes ou photos aériennes de l'IGN pour la période actuelle (1950 à aujourd'hui).

### Habitat et logement
En 2021, le nombre total de logements dans la commune était de 2 412, alors qu'il était de 2 333 en 2016 et de 2 292 en 2011.
Parmi ces logements, 82,8 % étaient des résidences principales, 3 % des résidences secondaires et 14,2 % des logements vacants. Ces logements étaient pour 62,4 % d'entre eux des maisons individuelles et pour 36,8 % des appartements.
Le tableau ci-dessous présente la typologie des logements à Sées en 2021 en comparaison avec celle de l'Orne et de la France entière. Une caractéristique marquante du parc de logements est ainsi la faible proportion des résidences secondaires et logements occasionnels (3 %) par rapport au département (10,6 %) et à la France entière (9,7 %).
| Typologie                                               | Sées | Orne | France entière |
| ------------------------------------------------------- | ---- | ---- | -------------- |
| Résidences principales (en %)                           | 82,8 | 78,5 | 82,2           |
| Résidences secondaires et logements occasionnels (en %) | 3    | 10,6 | 9,7            |
| Logements vacants (en %)                                | 14,2 | 10,8 | 8,1            |

### Voies de communication et transports

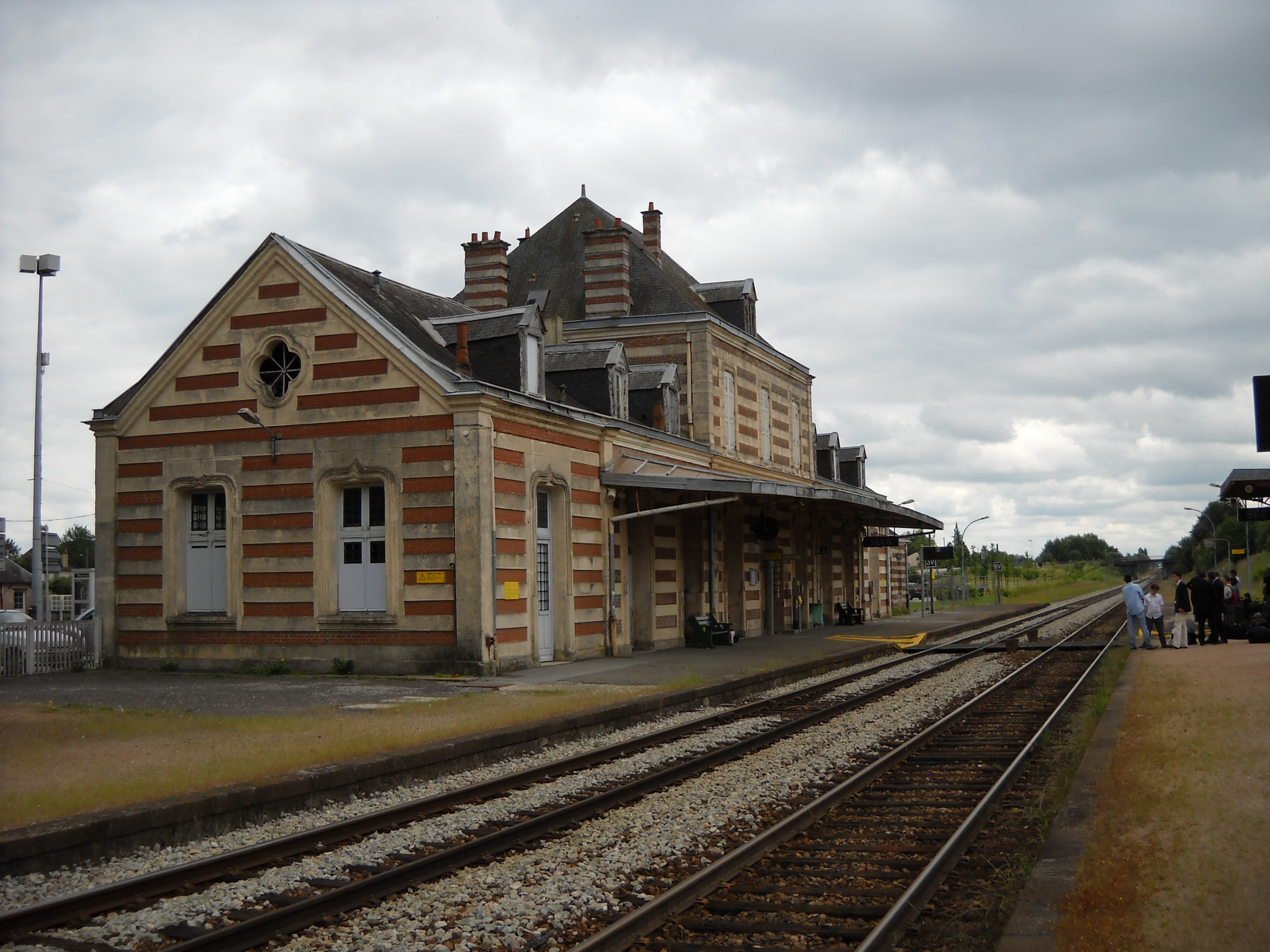
La gare.

- La ville, positionnée sur une voie romaine, s’est considérablement développée sous l’empire romain et au Moyen Âge (où elle a acquis le statut d’évêché).
- La  gare de Sées est desservie par des trains du réseau TER Normandie, circulant entre les gares de Caen, ou Le Mans, et Tours[32].
- La ville est desservie par deux autoroutes :
  - l’A28 qui relie Rouen à Tours. Grâce à l’A28, Sées est à 1 h 25 de Rouen.
  - l’A88 qui relie Sées à Falaise. Sées est à 45 minutes de Caen, la section Caen-Falaise est une voie rapide en attendant sa mise aux normes autoroutières[33].

## Toponymie
Le nom de la localité est attesté sous la forme civitas Saiorum vers 400 (« cité des Saii »), Sagensis ecclesiae en 541, Sagensis pagus en 854, civitas Saxonum en 990, Sagio en 991 et 996, Sagii en 1022, Saxia en 1024.
Le nom de Sées (Séez) vient  des  Sagii, tribu gauloise installée près des sources de l’Orne.
Le nom de Sées (et celui de Sagiens, forme savante) procède de (civitas) Sagiensis devenu Saiensis par lénition de [g] intervocalique, mot dérivé en -ensi de l'ethnonyme du peuple celte des Sagii, mentionné seulement à partir du IIIe siècle. L'ethnonyme remonte vraisemblablement au celtique (gaulois) sag(i)- « qui recherche », bien attesté dans le nom tribal des Tectosages ou l'anthroponyme Sagius, Saius, apparenté à la racine saig (flairer, suivre à la trace, chercher à atteindre), « le chercheur, le fouineur (chasseur) ? ».
Jusqu'à la fin du XVIIIe siècle, ce nom était généralement orthographié Séez. L'orthographe officielle est devenue Sées, ce qui a permis d’éviter l'homonymie avec Séez de Savoie (nouvellement française). La graphie antérieure a été néanmoins conservée par l'Église catholique (diocèse de Séez, évêque de Séez).
Le gentilé est Sagien.

## Histoire

### Antiquité
Selon la légende, Sées doit, à l'époque antique, sa richesse à l’existence d’un coq d'or apparaissant chaque soir à minuit et chantant son cocorico.
Le bourg gaulois préexistant se développe après la conquête romaine. L'agglomération prend le nom de Sagium et devient chef-lieu de la civitas des Sagii. La découverte de pièces de monnaie romaines, de chapiteaux de style corinthien et les vestiges d’un temple gallo-romain détruit aux IVe et Ve siècles l'attestent.
Un four de potier mis au jour fortuitement dans le quartier des Halles en 1991 est daté du IIIe siècle; il produisait des jattes et des cruches.
La ville est christianisée vers 440 par saint Latuin, premier évêque de Séez.

### Moyen Âge
Très affaiblie par les invasions scandinaves du IXe siècle, Sées se reforme sur trois bourgs distincts : Bourg-l’Évêque, autour de la cathédrale, dirigé par l’évêque, Bourg-le-Comte, autour d’un château à motte, propriété du comte d’Alençon et Bourg-l’Abbé, autour de l’abbaye Saint-Martin.
À la toute fin du Xe siècle ou au tout début du XIe siècle (v. 996-1006), on démantèle les murailles de Sées, et avec les pierres on réédifie la cathédrale. Afin de remédier à la faiblesse des fortifications de la ville anéanties par les invasions, les places d'Exmes et de Gacé sont renforcées par les ducs de Normandie. Vers 1060, la ville épiscopale est entièrement contrôlée par les Bellême.
Le cérémonial d’installation et de réception des évêques de Séez du XIVe au XVIIe siècle est assez singulier, et mérite qu’on en conserve le souvenir :

« L’évêque, après avoir reçu ses bulles, se rendait à Sées, dans une hôtellerie située sur son fief ; de là, il allait à l’abbaye de Saint-Martin et y couchait. Le lendemain, le prélat, vêtu d’un habit de cavalier, montait un superbe coursier et se faisait accompagner par l’abbé de Saint-Martin, également à cheval. Il prenait la route de la ville. Arrivé à la porte d’Alençon, l’évêque descendait de sa monture, substituait à son premier habillement une soutane et un manteau long, un chapeau convenable, et montait une mule. Il traversait ainsi la ville, accompagné de ses amis et des principaux magistrats. Une double haie d’habitants était sous les armes. Dès que le cortège était parvenu à une maison située sur la place appelée le parquet, et en face de la cathédrale, le propriétaire de cette maison mettait la main à l’étrier, aidait le prélat à descendre, le débottait et déchaussait. Lorsque l’évêque était revêtu de ses habits pontificaux, le prieur, les chanoines réguliers, et depuis la sécularisation, le prévôt et les chanoines en chapes grises, entraient et le saluaient. Il leur rendait le salut, leur donnait le baiser de paix et sa bénédiction. Alors le cortège partait processionnellement en marchant sur du linge blanc et honnête que le propriétaire de la maison inféodée était tenu de faire étendre sur la terre, depuis sa porte jusqu’au pied du grand autel de la cathédrale. Quand le chapitre était entré, les portes se fermaient. L’évêque, en dehors, accompagné d’un notaire et de son secrétaire qui tenait ses bulles à la main, demandait à être mis en possession de son église. Le prieur ou le prévôt, faisait ouvrir les portes, et après la lecture des bulles, exigeait du prélat, et sur les saints évangiles, le serment suivant : « que son entrée serait pacifique ; qu’il conserverait les droits de son église, qu’il n’aliénerait ni ses biens, ni ceux de l’évêché (sauf seulement dans les cas permis et avec les formalités voulues), qu’il ferait son possible pour retirer ceux qui auraient été aliénés, qu’il ne ferait aucune inféodation nouvelle, qu’il maintiendrait de tout son pouvoir les immunités de son église, et qu’il en observerait les coutumes écrites ou non écrites ». L’évêque répondait : « Je le jure. Omnia haec juro ». Aussitôt, deux membres du chapitre et un des archidiacres mettaient l’évêque en possession. Il terminait la cérémonie en invitant à dîner les personnes qu’il jugeait à propos, mais il était tenu de faire asseoir à sa table le propriétaire de la maison où il était descendu, de lui laisser sa monture, ses bottes, ses éperons, son chaussement, en un mot « tous les vêtements auxquels il avait chevauché ». Un mandement donné le 15 octobre 1464 par un sieur Vauquelin, juge à Falaise, nous apprend encore que le propriétaire de la maison où descendait l’évêque était obligé, outre les charges dont nous avons parlé, de porter le chapeau du prélat jusqu’au palais épiscopal (quoque pileum in suum episcopale palatium inferre). »

### Époque moderne
Lors des guerres de Religion, le Bourg-l'Évêque, qui a été ceint d'une muraille au Moyen Âge, subit l'assaut des protestants de Montgommery,. Au début de 1590, la ville est prise par Henri de Navarre.
Au XVIIIe siècle, les trois bourgs ne forment plus qu’une seule agglomération et différents aménagements urbains et paysagers sont réalisés comme la destruction des portes fortifiées, l'assèchement des marais à l’ouest et la création d'une promenade arborée.

### Époque contemporaine
Le chemin de fer arrive aux portes de la ville le 1er février 1858 avec la création de la gare de Sées par la Compagnie des chemins de fer de l'Ouest.
Sées, où se trouvaient de nombreux couvents, a été utilisée comme ville-hôpital neutre lors de la bataille de Normandie, ce qui lui a évité d’être rasée comme des villes voisines plus stratégiques du fait du chemin de fer (Argentan…). À cet effet, plusieurs édifices (séminaires, communautés religieuses) furent réquisitionnés par l'occupant dès juin 1944 (signalés par d'immenses croix rouges peintes sur les toitures) pour soigner les militaires blessés, les enterrer provisoirement si besoin.

## Politique et administration

### Rattachements administratifs et électoraux
Rattachements administratifs
La commune se trouve depuis l'arrondissement d'Alençon du département de l'Orne.
Elle était depuis 1793 le chef-lieu du canton de Sées. Dans le cadre du redécoupage cantonal de 2014 en France, cette circonscription administrative territoriale a disparu, et le canton n'est plus qu'une circonscription électorale.
Rattachements électoraux
Pour les élections départementales, la commune fait partie depuis 2014 d'un nouveau canton de Sées porté de 13 à 24 communes.
Pour l'élection des députés, elle fait partie de la première circonscription de l'Orne.

### Intercommunalité
Sées était le siège de la communauté de communes du Pays de Sées, un établissement public de coopération intercommunale (EPCI) à fiscalité propre créé fin 1996 et auquel la commune avait transféré un certain nombre de ses compétences, dans les conditions déterminées par le code général des collectivités territoriales.
Celle-ci fusionne avec ses voisines pour former, le 1er janvier 2013, la communauté de communes des Sources de l'Orne, dont la commune accueille désormais le siège.

### Élections municipales et communautaires

#### Élections les plus récentes
Lors du premier tour des élections municipales de 2014 dans l'Orne, la liste DVD menée par le maire sortant Jean-Yves Houssemaine obtient la majorité absolue des suffrages exprimés, avec 972 voix (52,00 %, 21 conseillers municipaux élus dont 8 communautaires), devançant de  75 voix celle DVD menée par François Aimé, qui a recueilli 897 voix (47,99 %, 6 conseillers municipaux dont 2 communautaires).
Lors de ce scrutin, 30,71 % des électeurs se sont abstenus.
Lors du premier tour des élections municipales de 2020 dans l'Orne, la liste DVG menée par Mostefa Maachi obtient la majorité absolue des suffrages exprimés, avec 921 voix (72,06 %, 24 conseillers municipaux élus dont 12 communautaires), devançant très largement celle DVD menée par Jean-Paul Sauvaget, qui a recueilli 357 voix (27,93 %, 3 conseillers municipaux élus dont 2 communautaires). 
Lors de ce scrutin marqué par la pandémie de Covid-19 en France, 47,37 % des électeurs se sont abstenus.

#### Liste des maires
| Période                                  | Période                        | Identité                          | Étiquette   | Qualité |
| ---------------------------------------- | ------------------------------ | --------------------------------- | ----------- | --- |
| Les données manquantes sont à compléter. |                                |                                   |             | |
|                                          |                                |                                   |             | |
|                                          |                                | François Jacques Gervais Mauger   |             | Ancien contrôleur ambulant des contributions indirectes Conseiller général de Sées (1833 → 1840)                              |
|                                          |                                | Victor Saint-Alban Pichon-Prémêlé |             | Juge de paix Conseiller général de Sées (1848 → 1852) Chevalier de la Légion d'honneur                                        |
|                                          |                                | Louis Xavier Sénéchal             |             | Conseiller général de Sées (1852 → 1886)                                                                                      |
|                                          |                                | Georges Sénéchal                  | Droite      | Fils du précédent, propriétaire, avocat Conseiller général de Sées (1886 → 1892)                                              |
|                                          |                                | Joseph Hommey                     | Républicain | Médecin Conseiller général de Sées (1912 → 1933)                                                                              |
| 1937                                     | 1940                           | Charles Forget                    | Radical     | Caissier-comptable Conseiller d'arrondissement (1937 → 1940)                                                                  |
| mai 1945                                 | juillet 1946                   | Albert Marchand (1884-1946)       | PRL         | Mort en fonction |
| 1946                                     | décembre 1947                  | M. Aubry                          |             | Mort en fonction |
| janvier 1948                             | 1963                           | Henri Guimard                     |             | |
| 1963                                     | mars 1965                      | Joseph de La Rivière              |             | Garagiste |
| mars 1965                                | août 1974                      | Louis Legay                       |             | Notaire honoraire Conseiller général de Sées (1970 → 1974) Mort en fonction                                                   |
| octobre 1974                             | juin 1995                      | André Dubuisson                   | DVD         | Agent général d'assurances Conseiller général de Sées (1988 → 2015) Vice-président du conseil général de l'Orne (1992 → 2015) |
| juin 1995                                | mars 2008                      | Jean-Pierre Pelletier             | PS          | Inspecteur de l'Éducation nationale Vice-président de la CC du Pays de Sées                                                   |
| mars 2008                                | avril 2012                     | Francis Bouquerel                 | DVD         | Réalisateur audiovisuel 1er vice-président de la CC du Pays de Sées (2008 → 2012) Démissionnaire                              |
| avril 2012                               | mai 2020                       | Jean-Yves Houssemaine,            | DVD         | Retraité assistant vétérinaire Vice-président de la CC des Sources de l'Orne (2014 → 2020)                                    |
| mai 2020                                 | En cours (au 12 décembre 2024) | Mostefa Maachi                    | DVD         | Ancien directeur de l'hôpital de Sées Vice-président de la CC des Sources de l'Orne (2020 → 2023)                             |

### Autres élections
La ville comme le canton de Sées votent traditionnellement à droite : Jacques Chirac avait obtenu 32 % au premier tour à l’élection présidentielle de 2002 ; Nicolas Sarkozy a obtenu 39 % au premier tour et 62 % au second tour de celles de 2007, bien au-dessus de ses résultats nationaux.
Au premier tour de l'élection présidentielle de 2012, les quatre premiers candidats retenus par les électeurs de la commune sont Nicolas Sarkozy (33,21 % des suffrages exprimés), François Hollande (24,24 %), Marine Le Pen (19,80 %) et François Bayrou (9,97 %).
Au second tour, le candidat élu François Hollande a obtenu 941 voix (44,81 %) et Nicolas Sarkozy 1 159 voix (55,19 %) lors d'un scrutin où 21,91 % des électeurs se sont abstenus.
Au premier tour de l'élection présidentielle de 2017, les quatre premiers candidats retenus par les électeurs de la commune sont François Fillon (27,57 % des suffrages exprimés), Marine Le Pen (25,06 %), Emmanuel Macron (22.55 %) et Jean-Luc Mélenchon (22,55 %).
Au second tour, le candidat élu Emmanuel Macron a obtenu 1 185 voix (62,24 %) et Marine Le Pen 719 voix (37,76 %) lors d'un scrutin où 22 % des électeurs se sont abstenus.
Au premier tour de l'élection présidentielle de 2022, les quatre premiers candidats retenus par les électeurs de la commune sont Emmanuel Macron (33,85 %), Marine Le Pen (28,22 %), Jean-Luc Mélenchon (12,18 %) et Éric Zemmour (6,55 %). 
Au second tour, le candidat élu Emmanuel Macron a obtenu 1 022 voix (54,71 %) et Marine Le Pen 846 voix (45,29 %) lors d'un scrutin où 25,60 % des électeurs se sont abstenus.

### Instances de démocratie participative
La commune s'est dotée en 2023 d'un conseil municipal des jeunes,.

## Équipements et services publics

### Enseignement
Sées dispose de quatre collèges (un public et trois privés) et de quatre lycées (dont un lycée public agricole). 
Le lycée agricole se dote à la rentrée 2023/2024 d'une formation au bac général scientifique.

### Santé
La ville dispose d'un hôpital  labellisé en 2022 hôpital de proximité. Son EHPAD, vétuste, est démoli en 2023 pour permettre la mise en service d'installations plus  fonctionnelles et accueillantes pour 25 résidents.
Un pôle de santé libéral et ambulatoire est mis en service début 2023 par la l'intercommunalité.

### Justice, sécurité, secours et défense
Sées se dote en 2023 d'un système de vidéosurveillance de l'espace public, équipé de treize caméras.

## Population et société

### Démographie
L'évolution du nombre d'habitants est connue à travers les recensements de la population effectués dans la commune depuis 1793. Pour les communes de moins de 10 000 habitants, une enquête de recensement portant sur toute la population est réalisée tous les cinq ans, les populations de référence des années intermédiaires étant quant à elles estimées par interpolation ou extrapolation. Pour la commune, le premier recensement exhaustif entrant dans le cadre du nouveau dispositif a été réalisé en 2006.

En 2022, la commune comptait 4 182 habitants, en stagnation par rapport à 2016 (Orne : −3,21 %, France hors Mayotte : +2,11 %).
| 1793  | 1800  | 1806  | 1821  | 1836  | 1841  | 1846  | 1851  | 1856  |
| ----- | ----- | ----- | ----- | ----- | ----- | ----- | ----- | ----- |
| 6 000 | 5 471 | 5 376 | 5 015 | 4 567 | 4 474 | 5 004 | 5 005 | 4 953 |

| 1861  | 1866  | 1872  | 1876  | 1881  | 1886  | 1891  | 1896  | 1901  |
| ----- | ----- | ----- | ----- | ----- | ----- | ----- | ----- | ----- |
| 5 045 | 5 005 | 4 910 | 4 985 | 4 687 | 4 672 | 4 272 | 4 275 | 4 165 |

| 1906  | 1911  | 1921  | 1926  | 1931  | 1936  | 1946  | 1954  | 1962  |
| ----- | ----- | ----- | ----- | ----- | ----- | ----- | ----- | ----- |
| 3 982 | 3 922 | 3 975 | 4 292 | 4 181 | 4 426 | 4 719 | 4 250 | 4 137 |

| 1968  | 1975  | 1982  | 1990  | 1999  | 2006  | 2011  | 2016  | 2021  |
| ----- | ----- | ----- | ----- | ----- | ----- | ----- | ----- | ----- |
| 4 347 | 4 706 | 4 767 | 4 547 | 4 504 | 4 508 | 4 377 | 4 182 | 4 191 |

| 2022  | - | - | - | - | - | - | - | - |
| ----- | - | - | - | - | - | - | - | - |
| 4 182 | - | - | - | - | - | - | - | - |

### Manifestations culturelles et manifestations
- L’association des Musilumières de Sées organise depuis plusieurs années un spectacle son et lumières dans la cathédrale de Sées. En soirée (vendredi, samedi), pendant l’été.
- Les dimanches au bord de l’Orne tous les dimanches d’août (gratuit).
- Le comice d’arrondissement Loutreuil, début septembre.
- La médiathèque est implantée dans les anciennes halles.
- Le Rex, cinéma classé Art et Essai.
- École municipale de musique.

### Cultes
La ville est le siège du diocèse de Séez

## Culture locale et patrimoine

### Lieux et monuments

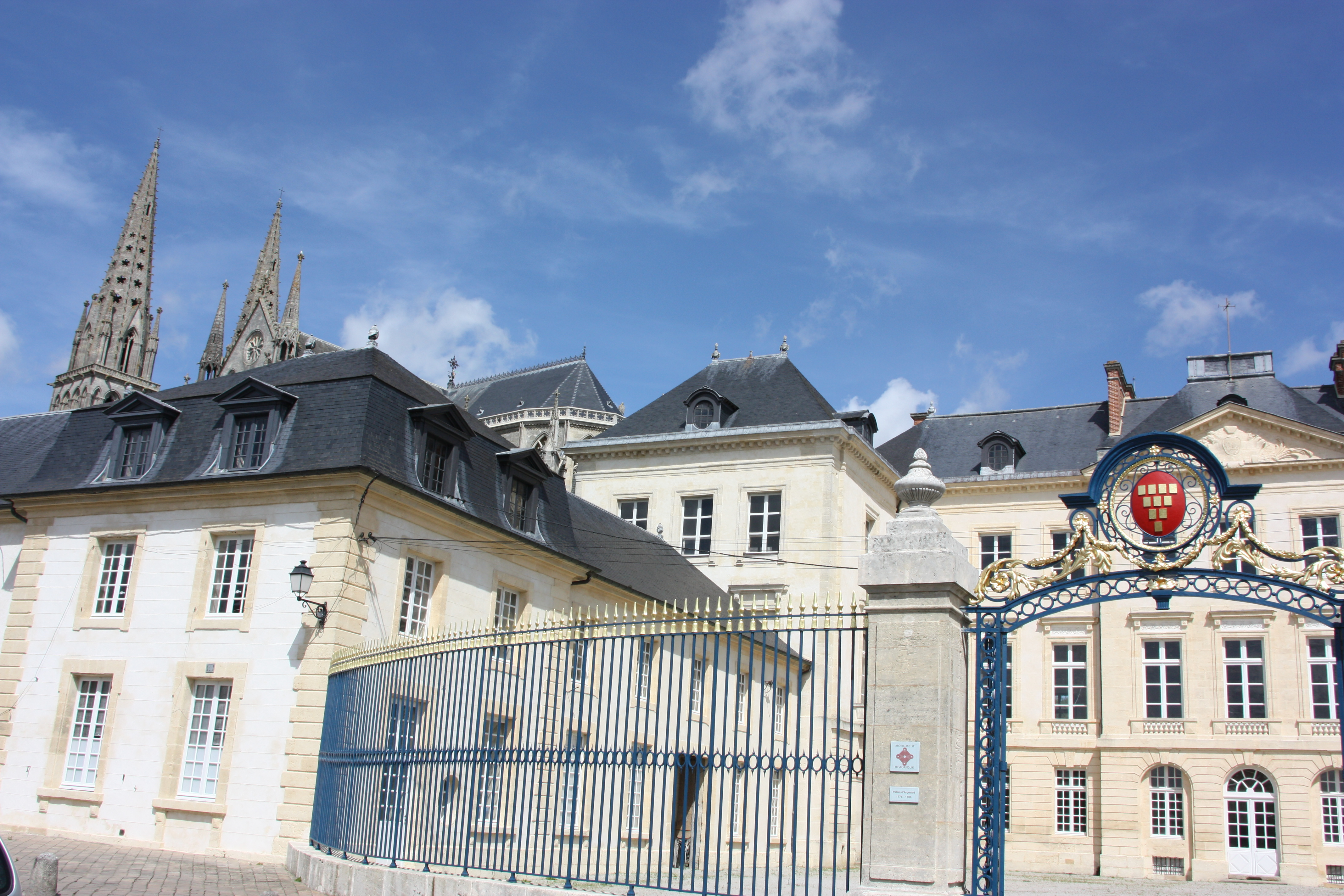
Le palais d'Argentré.

#### Patrimoine civil
- Hôtel de ville du XIXe siècle.
- Le palais d'Argentré : ancien évêché du XVIIIe siècle dû à l’architecte Joseph Brousseau, appelé par l'évêque Jean-Baptiste du Plessis d'Argentré, aujourd’hui occupé par l'Institut d'Argentré-Sainte Anne, établissement d'enseignement privé hors contrat pour jeunes filles (accès réservé) affilié à la Fraternité sacerdotale Saint-Pierre. Le Jardin d'Argentré situé en face est accessible au public.
- Restes d'une motte féodale, près des vestiges de l'église Saint-Pierre[75].
- Au cœur de la cité, la Promenade du Vivier sur les berges calmes et fraîches de l'Orne naissante.
- À proximité : la forêt d'Écouves, forêt domaniale réputée, aux  nombreux circuits de visites.

#### Patrimoine religieux

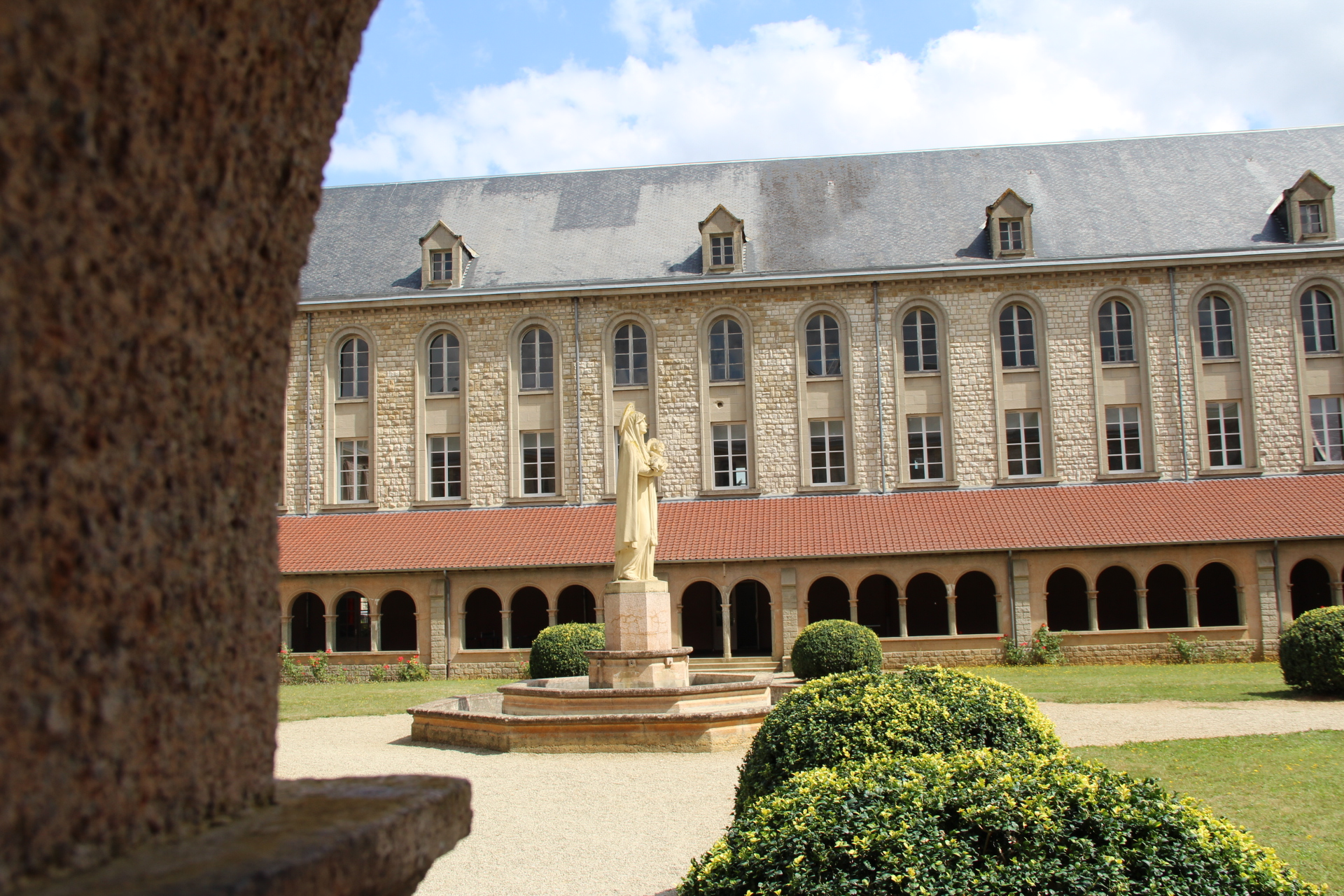
La cour de l'ancien grand séminaire de Sées.

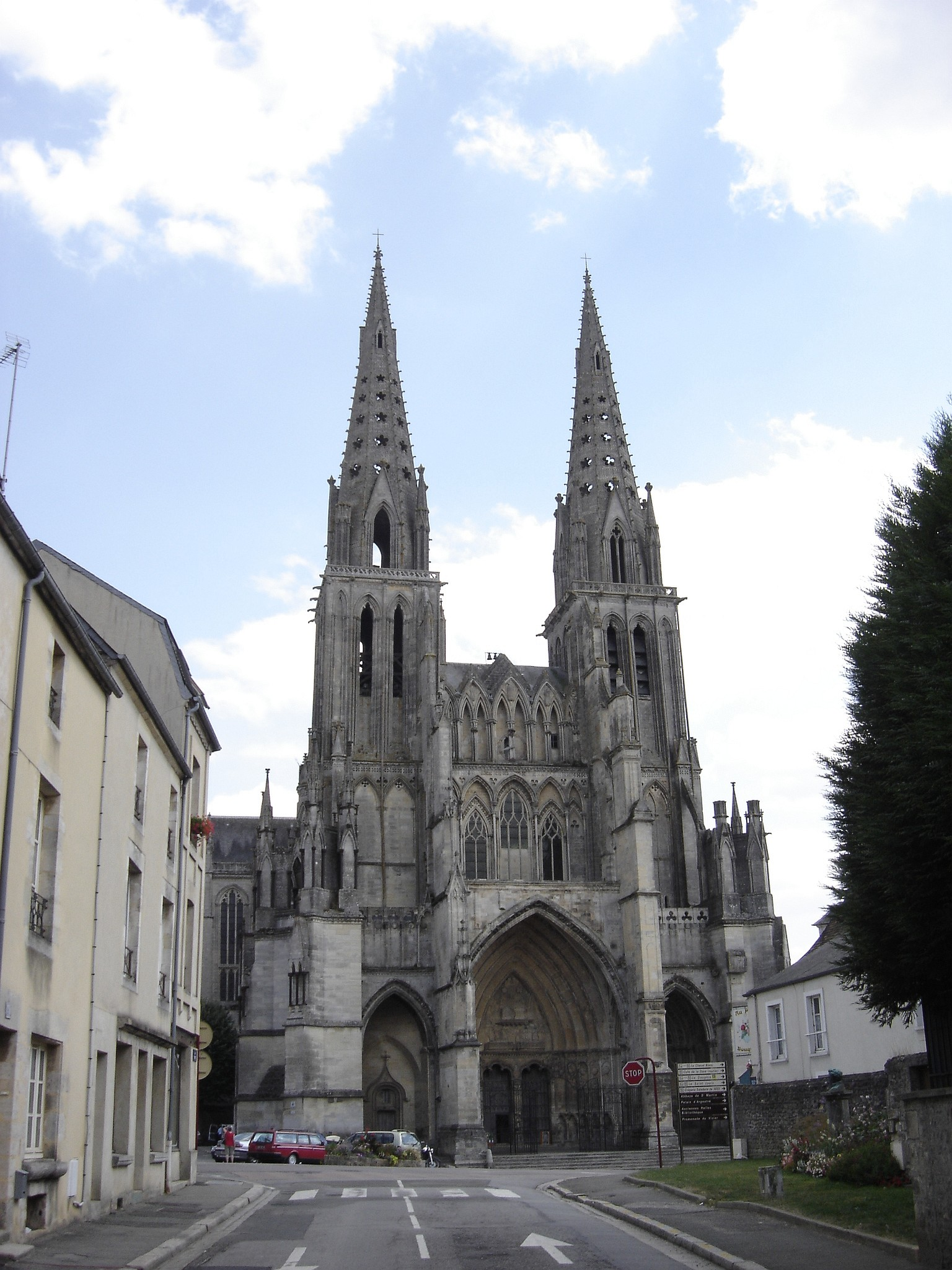
La cathédrale Notre-Dame.

Sées est essentiellement réputé pour son patrimoine religieux et son passé de cité épiscopale.
- La cathédrale Notre-Dame, place du Général-de-Gaulle, est une construction gothique du XIIe – XIIIe siècle.  Elle a été restaurée au XIXe siècle par l'architecte Ruprich-Robert proche de Viollet-le-Duc. Elle est dotée de deux orgues d'Aristide Cavaillé-Coll[76] (celui de tribune, inauguré en 1883, est placé dans le buffet de l'ancien instrument de Parisot), et mis en valeur par la même technique d’éclairage nocturne que celle de la tour Eiffel.
- Enceinte de Bourg l'Évêque, qui isolait au Moyen Âge le quartier de la cathédrale, et dont il subsiste une porte à la sortie d'Argentan[77].
- Le musée départemental d'art religieux a été créé en 1969 dans une partie des bâtiments de l'ancien logis capitulaire (au nord de la cathédrale, après la mairie).
- Abbaye Saint-Martin, place Saint-Martin, des XIIe et XIIIe siècles : si l’abbaye est devenue un lieu privé, l’église Notre-Dame-de-la-Place est publique (bas-relief du XVIe siècle, et tribune d’orgue de la Renaissance).
- Basilique de l'Immaculée-Conception, rue Charles-Forget, du XIXe siècle ; ce fut la 1re église érigée sous ce vocable en France.
- Ancien grand séminaire, rue d'Argentré, il fut érigé entre 1937 et 1940. S'il ne remplit plus sa fonction originelle, il reste cependant un lieu de formation car racheté, en 2000, par l'Institut Croix-des-Vents - Saint-Joseph. Cet établissement catholique hors contrat, au cœur d'un parc de quatre hectares, regroupe un collège et un lycée pour garçons et est affilié à la Fraternité sacerdotale Saint-Pierre[78]. Tous les matins, des prêtres de cette dernière y célèbrent des messes, ouvertes au public[79], selon la forme tridentine du rite romain.
- Le bâtiment du chapitre, place De Gaulle, improprement appelé « chapelle canoniale », datant du XIIe siècle, remanié aux XIIIe siècle, XIVe siècle et XVIIIe siècle. Fortement remanié en 1963, il est l'un des derniers vestiges de l'ancien enclos canonial.
- Hôtel-Dieu et sa chapelle classée, rue de la République  avec des peintures de Conté : le jeune Nicolas-Jacques Conté, qui révèle très jeune son esprit d'invention et son goût pour la mécanique et la peinture, dessinant sans autre crayon qu'un charbon de bois et peignant avec des couleurs qu'il fabriquait lui-même, trouva dans l'évêque de Séez Jean-Baptiste du Plessis d'Argentré et la supérieure de l'hôpital de Sées, Mme de Prémesle, des soutiens qui l'encouragent à peindre divers sujets religieux, exécutant ainsi des peintures qui décorent l’église de l'hôpital de Sées.
- Église Notre-Dame-de-la-Place, place Saint-Martin (ancienne paroisse).
- Église Saint-Laurent (église de l'ancienne paroisse Saint-Laurent-près-Sées, hors les murs.
- Église Saint-Pierre rue de la République (vestiges et clocher de l'ancienne paroisse).
- Église Notre-Dame du Vivier, rue du Vivier (vestiges).
- Chapelle des Sœurs de la Providence, rue Auguste-Loutreuil avec vitraux modernes de Mauméjean.
- Chapelle de la communauté des Sœurs de la Sainte-Famille, rue d'Ormeau-d'Échasse.
- Chapelle de l'ancien couvent des Sœurs de la Miséricorde, rue d'Argentré.
- Chapelle Saint-Joseph, chemin Saint-Joseph.
- Chapelle de la léproserie, ferme de la Madeleine, route d'Alençon.

### Personnalités liées à la commune
- Saint Osmond (v. 1050-1091), évêque de Salisbury, comte de Dorset, Lord Chancelier d’Angleterre et conseiller privé du roi Guillaume le Conquérant
- Jean Chéradame (XVIe siècle), philologue helléniste et hébraïsant
- Marthe Cosnard (XVIIe siècle), auteur dramatique
- François Bélanger (1612-1691), pionnier de la famille Bélanger en Nouvelle-France
- Simon Bougis (1630-1714), érudit bénédictin
- Jacques Du Frische (1640-1693), érudit bénédictin
- Nicolas Moulinet dit Du Parc (fin du XVIe siècle - av. 1625), comédien et écrivain
- Gaultier-Garguille (1581-1633), comédien et poète
- Charles de Bernard de Marigny (1740-1816), vice-amiral
- Jean-Baptiste du Plessis d'Argentré (1720-1805), évêque de Sées de 1775 à 1801
- Nicolas-Jacques Conté (1755-1805), inventeur du crayon à papier
- Pierre François Beaupré (1762-1821), député à la Convention et au Conseil des Cinq-Cents
- François-René Curaudau (1765-1813), pharmacien et chimiste
- Pierre Jean François Vrigny (1770-1813), militaire et baron d'Empire
- Auguste-François Maunoury (1811-1898), helléniste et exégète français
- Louis Forton (1879-1934), scénariste et dessinateur de bandes dessinées
- Georges Ladrey (1920-2012), peintre non figuratif
- Jo Tréhard (1922-1972), comédien, metteur en scène, directeur du théâtre de Caen et fondateur de la Comédie de Caen, y est né. Une place de la ville porte son nom[58].
- Charles Porset (1941-2011), philosophe, historien des Lumières et de la franc-maçonnerie

Sées est peut-être la ville d'origine de la famille de Richard de Say, baron italo-normand du royaume de Sicile (XIIe siècle).

### Héraldique
| Blason de Sées | Blason  | D'azur à la foi d'argent en fasce, surmonté par un cœur du même et enflammé d'or : le tout surmonté d'une fleur de lis d'or en chef. |
| Blason de Sées | Détails | Le statut officiel du blason reste à déterminer.                                                                                     |